# Ośrodek rzęskowo-rdzeniowy

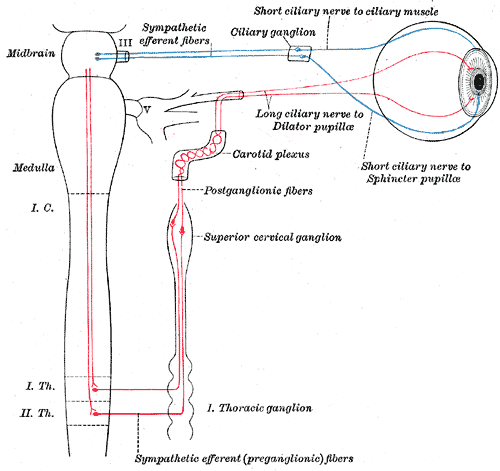

Ośrodek rzęskowo-rdzeniowy (ośrodek rzęskowo-rdzeniowy Budge'a, łac. centrum ciliospinale, ang. ciliospinal center) – struktura znajdująca się w słupie pośrednio-bocznym rdzenia kręgowego, na poziomie C8-Th2. Współczulne neurony przedzwojowe (GVE) ośrodka wysyłają przedzwojowe włókna współczulne drogą pnia współczulnego do zwoju szyjnego górnego. Zapewniają one współczulne unerwienie oka. Pierwszymi, którzy badali odruch angażujący ośrodek rzęskowo-rdzeniowy, byli Augustus Volney Waller i Julius Ludwig Budge.